# 15a etapa del Tour de França 2008

Perfil de la 15a etapa del Tour de França 2008

La 15a etapa del Tour de França 2008 es va córrer el diumenge 20 de juliol, entre Embrun i l'estació d'esquí italiana de Prato Nevoso, amb un recorregut de 183 quilòmetres.

## Perfil de l'etapa
La 15a etapa del Tour de França és la primera de les etapes alpines d'aquesta edició. Amb sortida a Ambrun (Alts Alps) els ciclistes han d'afrontar dues importants dificultats muntanyoses. La primera d'elles és el coll de l'Agnello al km 58 (20,5 km de distància amb un 6,6% de pendent mitjana) i de categoria especial. Aquesta és la primera vegada que el Tour de França passa per aquest colós, amb el cim a 2.744 msnm. Un cop coronat, els ciclistes entren a Itàlia, al Piemont per anar a buscar l'arribada a l'estació hivernal de Prato Nevoso (11,4 km de pujada al 6,9%), de primera categoria. Abans els ciclistes han de superar un port de 3a categoria, el coll de Morte.
Dos esprints intermedis, a Guillestre i a Rossana, són els que es troben els ciclistes.
El recorregut que es va seguir no és el previst inicialment quan l'octubre de 2007 es va presentar aquesta edició del Tour. La cursa inicialment havia de sortir de Dinha i havia de passar pel coll de Larche, però el risc de despreniments que hi ha en aquella carretera va obligar els organitzadors a modificar el recorregut i el lloc de partida de l'etapa.

## Desenvolupament de l'etapa
La sortida de l'etapa està marcada per l'absència de Mark Cavendish, vencedor de 4 etapes d'aquesta edició del Tour de França. Cansat per l'esforç realitzat durant les etapes precedents i amb el cap posat en els Jocs Olímpics de Pequín, en què prendrà part en la prova de l'americana, decideix no sortir en la primera etapa alpina.
La sortida, a Embrun, s'efectua sota la pluja. Egoi Martinez (Euskaltel-Euskadi), Danny Pate (Garmin Chipotle) i José Luis Arrieta (AG2R Prévoyance) s'escapen del gran grup al km 12, i al km 16 se'ls uneix Simon Gerrans (Crédit Agricole).
El gran grup deixa anar fent als 4 escapats, els quals augmenten a poc a poc la seva diferència de camí cap al coll de l'Agnello. Durant l'ascens a aquest colós alpí Stijn Devolder i Mark Renshaw abandonen la cursa. Els 4 escapats passen pel coll amb 11'50" per davant de Thomas Voeckler, Bernhard Kohl i Rémy di Grégorio, que tenen 15" respecte al gran grup.
En el descens, Óscar Pereiro pateix una aparatosa caiguda quan en un tomb de paella xoca contra la tanca de contenció, salta per sobre d'ella i cau a la carretera, on queda estirat. La caiguda l'obliga a abandonar i fa que el gran grup alenteixi la marxa, espantat per la gravetat d'aquesta. Això ajuda els escapats, els quals veuen augmentar la seva diferència fins als 17'10" a l'avituallament de Melle.
Mentre la diferència comença a disminuir, una nova caiguda es produeix dins del gran grup, quan en una rotonda propera a Cuneo un gran nombre de ciclistes van per terra. Els més afectats seran Vincenzo Nibali, Sebastian Lang i Damiano Cunego. Els del Lampre acaben la persecució que portaven al capdavant del gran grup i el Team CSC-Saxo Bank, amb Stuart O'Grady i Kurt Asle Arvesen, pren el relleu. A 25 km de meta, al coll de Morte, la diferència dels escapats és de 12'35".
Arrieta és despenjat pels seus tres companys en la pujada a Prato Nevoso. Tot i els diversos atacs d'Egoi Martínez en la pujada, la victòria se la juguen a l'esprint els tres escapats, sent aquesta per Gerrans, deixant amb la mel als llavis al basc Egoi Martínez, el qual l'acusa de deslleial i mentider.
El gran grup, encapçalat per Fabian Cancellara i Jens Voigt, comença l'ascensió final amb 10 minuts de retard. Diverses acceleracions portaran a formar-se un petit grup format per Andy Schleck, Cadel Evans, Carlos Sastre, Fränk Schleck, Alejandro Valverde, Bernhard Kohl, Denís Ménxov, Christian Vande Velde i Samuel Sanchez. Sastre és el primer a intentar una nova acceleració, contestat al moment per Sánchez. Denís Ménxov ataca, però pateix una caiguda, sense conseqüències, en un gir tancat que el retorna al grup dels favorits. Diversos atacs animaran el grup i posaran en dificultats el lideratge de Cadel Evans, el qual es troba sense cap company d'equip des de fa una bona estona.
Un nou atac de Carlos Sastre, a un quilòmetre de meta, sols és contestat per Menxov i Kohl. Poc després Valverde s'afegeix a aquest tercet i Cadel Evans intenta mantenir el contacte amb Fränk Schleck. Menxov, i més tard Valverde, es despengen de Kohl i Sastre, els quals arriben a meta amb més de 4' de retard respecte als vencedors
Per darrere, Fränk Schleck ataca Evans, superant-lo en 9" a l'arribada, cosa que el permet vestir-se amb el mallot groc. Kohl, que ha tret 38 i 47" a Fränk Schleck i Cadel Evans, es col·loca en segona posició de la general, a banda d'aconseguir el mallot de la muntanya. A l'espera del segon dia de descans el cap de la classificació està més ajustat que mai: els sis primers ciclistes es troben separats per menys d'un minut.

## Esprints intermedis
- 1r esprint intermedi. Guillestre (km 14,5)

| 1r | Egoi Martínez     | 6 pts |
| 2n | Danny Pate        | 4 pts |
| 3r | José Luis Arrieta | 2 pts |

- 2n esprint intermedi. Rossana (km 115,4)

| 1r | Simon Gerrans     | 6 pts |
| 2n | Danny Pate        | 4 pts |
| 3r | José Luis Arrieta | 2 pts |

## Ports de muntanya
- Coll de l'Agnello. Categoria especial (km 58)

| 1r  | Egoi Martínez     | 20 pts |
| 2n  | José Luis Arrieta | 18 pts |
| 3r  | Simon Gerrans     | 16 pts |
| 4t  | Danny Pate        | 14 pts |
| 5è  | Thomas Voeckler   | 12 pts |
| 6è  | Bernhard Kohl     | 10 pts |
| 7è  | Rémy di Grégorio  | 8 pts  |
| 8è  | Iaroslav Popòvitx | 7 pts  |
| 9è  | John-Lee Augustyn | 6 pts  |
| 10è | Jens Voigt        | 5 pts  |

- Coll del Morte. 3a categoria (km 157)

| 1r | José Luis Arrieta | 4 pts |
| 2n | Egoi Martínez     | 3 pts |
| 3r | Simon Gerrans     | 2 pts |
| 4t | Danny Pate        | 1 pt  |

- Prato Nevoso.1a categoria (km 183)

| 1r | Simon Gerrans      | 30 pts |
| 2n | Egoi Martínez      | 26 pts |
| 3r | Danny Pate         | 22 pts |
| 4t | José Luis Arrieta  | 18 pts |
| 5è | Bernhard Kohl      | 16 pts |
| 6è | Carlos Sastre      | 14 pts |
| 7è | Alejandro Valverde | 12 pts |
| 8è | Denís Ménxov       | 10 pts |

## Classificació de l'etapa
| Pos. | Ciclista              | Equip             | Temps      |
| ---- | --------------------- | ----------------- | ---------- |
| 1.   | Simon Gerrans         | Crédit Agricole   | 4h 50' 44" |
| 2.   | Egoi Martínez         | Euskaltel-Euskadi | + 3"       |
| 3.   | Danny Pate            | Garmin Chipotle   | + 10"      |
| 4.   | José Luis Arrieta     | AG2R Prévoyance   | + 55"      |
| 5.   | Bernhard Kohl         | Gerolsteiner      | + 04' 03"  |
| 6.   | Carlos Sastre         | Team CSC          | m. t.      |
| 7.   | Alejandro Valverde    | Caisse d'Epargne  | + 04' 12"  |
| 8.   | Denís Ménxov          | Rabobank ProTeam  | + 04' 23"  |
| 9.   | Fränk Schleck         | Team CSC          | + 04' 41"  |
| 10.  | Christian Vande Velde | Garmin Chipotle   | + 04' 43"  |

## Classificació general
| Pos. | Ciclista              | Equip             | Temps       |
| ---- | --------------------- | ----------------- | ----------- |
| 1.   | Fränk Schleck         | Team CSC          | 63h 57' 21" |
| 2.   | Bernhard Kohl         | Gerolsteiner      | + 7"        |
| 3.   | Cadel Evans           | Silence-Lotto     | + 8"        |
| 4.   | Denís Ménxov          | Rabobank ProTeam  | + 38"       |
| 5.   | Christian Vande Velde | Garmin Chipotle   | + 39"       |
| 6.   | Carlos Sastre         | Team CSC          | + 49"       |
| 7.   | Kim Kirchen           | Columbia          | + 2'48"     |
| 8.   | Vladímir Iefimkin     | AG2R Prévoyance   | + 3'36"     |
| 9.   | Alejandro Valverde    | Caisse d'Epargne  | + 4'11"     |
| 10.  | Samuel Sánchez        | Euskaltel-Euskadi | + 4'34"     |

## Classificacions annexes

### Classificació per punts
| Classificació per punts | Total   |
| ----------------------- | ------- |
| Óscar Freire            | 219 pts |
| Thor Hushovd            | 172 pts |
| Erik Zabel              | 167 pts |

### Classificació de la muntanya
| Classificació de la muntanya | Total  |
| ---------------------------- | ------ |
| Bernhard Kohl                | 85 pts |
| Sebastian Lang               | 60 pts |
| Egoi Martínez                | 50 pts |

### Classificació del millor jove
| Classificació del millor jove | Total       |
| ----------------------------- | ----------- |
| Vincenzo Nibali               | 64h 02' 43" |
| Roman Kreuziger               | + 1' 53"    |
| Maxime Monfort                | + 3' 12"    |

### Classificació per equips
| Classificació per equips | Total        |
| ------------------------ | ------------ |
| CSC-Saxo Bank            | 191h 43' 49" |
| AG2R Prévoyance          | + 03' 32"    |
| Rabobank ProTeam         | + 28' 13"    |

### Combativitat
Egoi Martínez (Euskaltel-Euskadi)

## Abandonaments
Mark Cavendish (Columbia), no surt.
 Stijn Devolder (Quick Step), al pas pel coll de l'Agnello.
 Mark Renshaw (Crédit Agricole), al pas pel coll de l'Agnello.
 Óscar Pereiro Sio (Caisse d'Epargne), per caiguda en el descens del coll de l'Agnello.